# Sjötåtel
Sjötåtel (Deschampsia setacea) är en gräsart som först beskrevs av William Hudson, och fick sitt nu gällande namn av Eduard Hackel. Enligt Catalogue of Life ingår Sjötåtel i släktet tåtlar och familjen gräs, men enligt Dyntaxa är tillhörigheten istället släktet tåtlar och familjen gräs. Enligt den svenska rödlistan är arten sårbar i Sverige. Arten förekommer i Götaland. Artens livsmiljö är våtmarker, jordbrukslandskap, sjöar och vattendrag. Inga underarter finns listade i Catalogue of Life.

## Bildgalleri

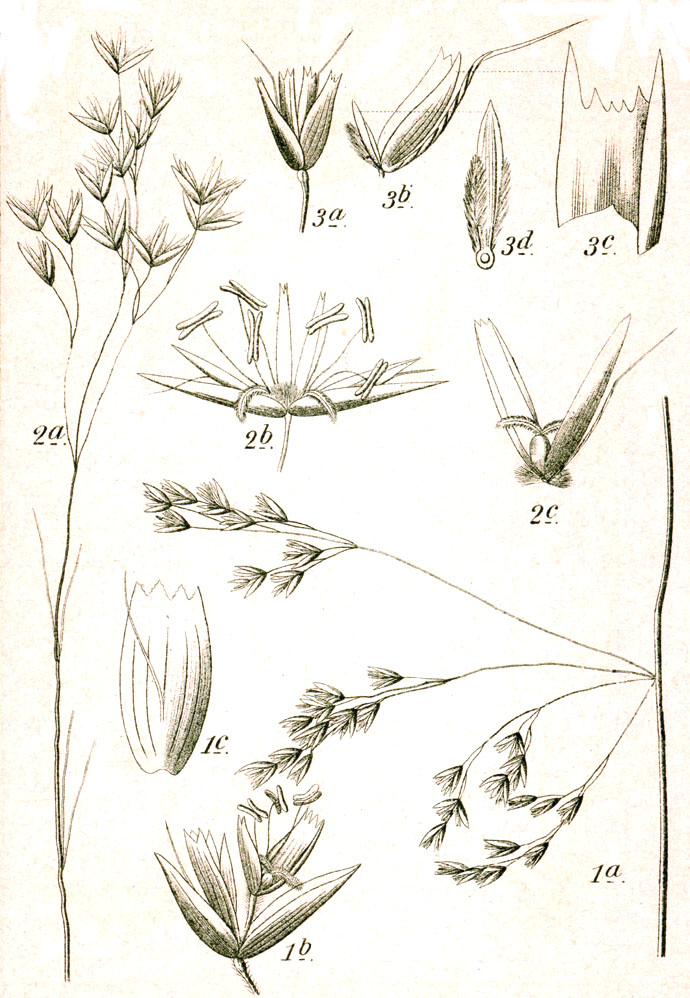